# Tessarotis rubra
Tessarotis rubra là một loài bướm đêm trong họ Geometridae.